# Кырмыскалы
Кырмыскалы — деревня  Кунашакского района Челябинской области. Входит в состав Куяшского сельского поселения.

## География
Расположена в западной части района, на берегу озера Кырмыскалы (отсюда название). Расстояние до районного центра, Кунашака, 33 км.

## Население
| 2002 | 2010 |
| ---- | ---- |
| 26   | ↘15  |

(в 1995 — 38)

## Улицы
- Зеленая улица